# Jo-Ellan Dimitrius
Jo-Ellan Dimitrius, Ph.D., é uma criminalista dos Estados Unidos. Foi consultora em mais de 600 julgamentos por júri, inclusive nos casos de Rodney King, quando Los Angeles quase implodiu numa batalha nas ruas, Reginald Denny, John DuPont, pré-escola McMartin, e O. J. Simpson.
Ela apareceu na TV em Oprah, Good Morning America, Today, Larry King Live, Face the Nation e 60 Minutes e foi consultora de muitas empresas incluídas na Fortune 100.
Co-autora dos seguintes best-sellers:
- Put Your Best Foot Forward: The Impression Management Way

- Reading People: How to Understand People and Predict Their Behavior - Anytime, Anyplace

## Ligações externas